# Антонівка (Миколаївський район)
Анто́нівка (колишня назва — Бредихине) — село в Україні, у Сухоєланецькій сільській громаді Миколаївського району Миколаївській області. Населення становить 594 особи.
Розташоване на правому березі річки Громоклії, за 48 км на північний схід від Нової Одеси. Через село проходить автодорога Миколаїв — Кропивницький.

## Географія
У селі Балка Прусакова впадає у річку Громоклію.

## Історія
Село засноване в 1791 році. Радянська влада встановлена в січні 1918 року. У роки громадянської війни тут діяв партизанський загін під командуванням Л. Л. Ткаченка. У 1922 році в селі була створена партійна, а у 1924 році — комсомольська ячейки.
На фронтах німецько-радянської війни билися 350 місцевих жителів, 258 з них удостоєні нагород, 172 людини загинули.

### Повоєнний період
В селі знаходилася центральна садиба колгоспу імені Фрунзе, за яким було закріплено 6 159 га сільськогосподарських угідь, у тому числі 4 694 га орних земель. У господарстві вирощували зернові культури, було розвинене м'ясо-молочне тваринництво. За успіхи в праці багато колгоспників були нагороджені орденами і медалями, у тому числі орденом Леніна — доярка Е. Н. Анпілогова і голова колгоспу Г. Н. Ковальчук, орденами Жовтневої Революції і Трудового Червоного Прапора — бригадир овочівницької бригади У. Г. Нікітенко, орденом Трудового Червоного Прапора — доярки М. П. Нікіщенко і М. Д. Ястребова.
Працювали середня школа-інтернат, фельдшерсько-акушерський пункт, дитячий садок на 25 місць, будинок культури із залом на 300 місць, бібліотека з книжковим фондом 9,6 тисяч примірників, два магазини, комплексний приймальний пункт районного побутового об'єднання, відділення зв'язку, АТС на 50 номерів, ощадна каса. Діяв водопровід.

## Персоналії
- Кучеренко Віктор Геннадійович (1993—2022) — старший солдат ЗСУ. Загинув в зоні АТО 10 січня 2022 року. Нагороджений орденом «За мужність» III ступеня (посмертно).

## Населення
Згідно з переписом УРСР 1989 року чисельність наявного населення села становила 498 осіб, з яких 248 чоловіків та 250 жінок.
За переписом населення України 2001 року в селі мешкали 594 особи.

### Мова
Розподіл населення за рідною мовою за даними перепису 2001 року:
| Мова       | Відсоток |
| ---------- | -------- |
| українська | 97,98 %  |
| російська  | 1,85 %   |
| молдовська | 0,17 %   |

## Археологічні знахідки
Біля села розкопана група курганів з похованнями епохи бронзи та скіфського часу (V—II століття до н. е. ст. до н. е.). В одному з курганів виявлено поховання знатної кочівниці X століття із залишками шкіряних чобітків.
У 1962 на березі річки Громоклія був виявлений скарб пізньої бронзової епохи (XIV—XIII ст. до н. е.), що складався з понад 130 бронзових предметів. Знахідка отримала назву за іменем села — Антонівський скарб.

## Пам'ятники
У 1977 році в селі відкрито меморіальний комплекс на честь воїнів-визволителів і воїнів-односельчан, полеглих в боях з гітлерівцями.